# 謝伊·吉文
谢默斯·约翰·詹姆斯·吉文（英語：Séamus John James Given；1976年4月20日—）出生於愛爾蘭多尼戈爾郡，是愛爾蘭籍前職業足球員，曾司職門將，現效力英冠球會德比郡，擔任門將教練。
他曾在國家隊擔任副隊長，並兩度入選PFA年度最佳陣容（2002年及2006年）及紐卡素足球先生。
吉文為國家隊上陣134次，是愛爾蘭上陣場次第二多的球員，他亦是紐卡素上陣場次最多的球員。

## 職業生涯

### 早年
基雲在15歲時效力地區球隊利福得些路迪（Lifford Celtic），基雲在鄧多克為球隊出戰愛爾蘭足球協會少年杯準決賽，表現備受觸目。儘管球隊最終以0-1落敗，但基雲已盡力化解了對方不少的攻勢。
基雲被邀請參加凯尔特人的季前集訓，在16歲時由另一位愛爾蘭足球傳奇人物的監督下正式簽約成為職業足球員。
他為些路迪U-18青年隊參與蘇格蘭的青年隊比賽，在這兩年的時間裡，基雲最為突出的是在1994年1月1日些路迪對陣流浪者的比賽裡獲安排為後備球員，在那場比賽，些路迪以2-4敗陣。

### 布力般流浪
1994年，基雲受到布莱克本領隊肯尼·达格利什賞識而轉投布力般流浪。雖然他的正選上陣表現不俗，但他仍不能夠取代英格蘭國腳（Tim Flowers）的地位。結果，他為布力般流浪上陣僅兩次後便被外借到斯温登，翌年再被外借到桑德兰。在新特蘭效力期間，他的表現十分出色，在17場上陣的比賽裡，有16場能保持清白之身。

### 紐卡素

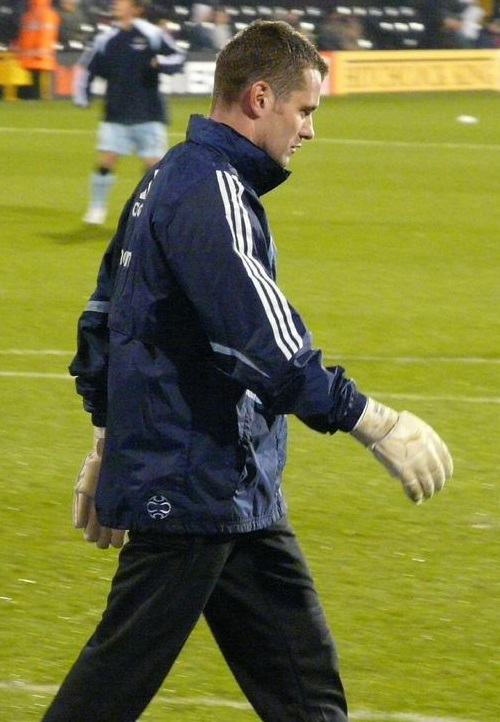
基雲代表紐卡素上陣，他正在熱身。

1997年，紐卡素領隊杜格利殊以150萬英鎊的轉會費簽了基雲，他是杜格利殊首個簽入的球員。
基雲很快便取得了正選，擊敗了同隊的其他門將如帕维尔·斯尔尼切克（Pavel Srníček）、（Shaka Hislop）、史提夫·夏柏（Steve Harper）等。基雲在1998年的足總盃決賽上陣，但卻沒有在1999年英格蘭足總盃決賽上陣，因為史蒂夫·哈珀是當時的首選門將。在1999/2000年賽季的季尾，基雲重新取回正選。
後來，基雲因傷而再次失去正選予史蒂夫·哈珀，他遂要求轉會。基雲要求轉會只是表達抗議，並不是想離開球會。紐卡素拒絕了基雲的要求，而史蒂夫·哈珀在訓練期間受傷，使基雲再次獲得正選。
在2001/02年的賽季裡，基雲為紐卡素的所有英格蘭超級聯賽上陣，同年入選英格蘭職業足球員聯會全年最佳隊伍。基雲代表愛爾蘭參與2002年世界杯，但他不能阻止愛爾蘭在十六強被西班牙以互射十二碼淘汰出局。
2003年4月30日，基雲完成了在這個賽季的第41次上陣，成為紐卡素上陣場次最多的球員，打破了阿爾夫·麥克邁克爾（Alf McMichael）所保持的紀錄。賽季結束，他亦締造了英格蘭超級聯賽連續上場次數最多的紀錄。不過，這個紀錄已被車路士的法蘭·林柏特取代。
2004年9月14日，基雲於紐卡素對沙克尼（Bnei Sakhnin F.C.）的比賽上陣，成為紐卡素最富歐洲賽事經驗的球員。
基雲穩定的表現使他再次名列於2005/06年賽季的英格蘭職業足球員聯會全年最佳隊伍裡。
在2006/07年賽季的開始前，基雲與紐卡素簽了新合同，他似乎想把他剩餘的職業生涯也貢獻給「喜鵲」。2006年9月17日，基雲在面對韋斯咸射手（Marlon Harewood）的硬朗逼搶後腸臟撕裂。醫生形容這傷患較像車禍造成的。領隊（Glenn Roeder）購入前紐卡素老將帕維爾·斯尼塞克作為史提夫·夏柏的替補，而新人門將則在11月2日對陣的比賽裡披掛上陣。基雲在11月18日傷癒復出，在對陣阿仙奴的英格蘭超級聯賽比賽裡有讓人難忘的出色表現，球季結束時基雲共在聯賽上陣22場，而紐卡素僅獲第15位，但在歐洲足協盃則闖入16強。基雲亦在本季的元旦日代表紐卡素上陣第400場比賽。
基雲的2007/08年賽季在2月對曼聯時因再度觸傷舊患而提早結束。
2008/09年賽季紐卡素的開季因賣盤、管理層的混亂及球員傷患而破壞，更需為保級而努力。2009年1月2日在1-5大敗給利物浦後，基雲的律師發出聲明表示其客人正「考慮將來」在紐卡素的前途及要求准許於曼城在1月28日提出500萬英鎊收購價被拒後與其代表繼續商討。紐卡素領隊（Joe Kinnear）表明無意出售基雲及形容出價的金額是一種「侮辱」。但1月30日有報導稱紐卡素准許基雲與曼城商討轉會條件，在紐卡素與曼城同意據報為800萬英鎊的轉會費後，基雲在轉會窗關閉前一日成功轉投曼城。

### 曼城
2009年2月1日基雲轉會曼城，簽約四年半。
他為曼城效力的首個賽季，穩坐正選門將的位置。但隔個賽季，卻被新教練曼奇尼更青睞的新銳英格蘭主力國門喬·哈特給壓在替補席上，故開始傳出他將離去的聲音。

### 阿士東維拉
2011年7月18日基雲轉投阿士東維拉，簽約五年，於合約屆滿時他將達40歲高齡，轉會費金額沒有透露，據報約為350萬英鎊。

## 教练生涯

### 阿士東維拉
2014年4月15日，阿斯顿维拉足球俱乐部通过官网宣布吉文提升为一线队助理教练，辅佐主教练添:舒活。

## 個人生活
基雲在英格蘭赫克瑟姆（Hexham）與珍·康寧漢（Jane Cunningham）舉行羅馬天主教式的婚禮，隊友都出席慶賀。這對夫妻收到教宗若望·保祿二世的祝福，若望·保祿二世在年輕時是一位業餘門將。他們育有兩名孩子，分別一男一女，男孩名叫夏恩（Shayne，生於2004年），女孩名叫希爾娜（Sienna，生於2007年）。
基雲的弟弟保羅·基雲也是足球員，他在愛爾蘭阿爾斯特聯賽球隊萊特肯尼流浪效力。

## 榮譽

### 球會
新特蘭：
- 英格蘭甲組聯賽〈第二級〉冠軍：1995/96年[17]；

紐卡素：
- 英格蘭足總盃亞軍：1998年、1999年[6]；
- 英格蘭超級足球聯賽年度最佳陣容：2001/02年、2005/06年[6]；
- 歐洲足協圖圖盃冠軍：2006/07年；

曼城
- 英格蘭足總盃冠軍：2011年；

### 國家隊
愛爾蘭
- 些路迪盃冠軍：2011年；